# Ceraeochrysa dislepis
Ceraeochrysa dislepis är en insektsart som beskrevs av De Freitas och Penny 2001. Ceraeochrysa dislepis ingår i släktet Ceraeochrysa och familjen guldögonsländor. Inga underarter finns listade i Catalogue of Life.